# جیللیانگ
جیللیانگ (به لاتین: Jillyang) یک منطقهٔ مسکونی در کره جنوبی است که در گیونگ‌سان واقع شده‌است. جیللیانگ ۴۶٫۱۷ کیلومتر مربع مساحت و ۴۱٬۱۰۷ نفر جمعیت دارد.